# Palaeorhiza eugenoides
Palaeorhiza eugenoides är en biart som beskrevs av Hirashima 1988. Palaeorhiza eugenoides ingår i släktet Palaeorhiza och familjen korttungebin. Inga underarter finns listade i Catalogue of Life.